# Наролген (Костанайская область)
Наролген (каз. Нарөлген) — упразднённое село в Амангельдинском районе Костанайской области Казахстана. Входило в состав ныне упразднённого Степнякского сельского округа. Ликвидировано в 2009 году.

## Население
В 1999 году население села составляло 107 человек (65 мужчин и 42 женщины). По данным 2009 года в селе не было постоянного населения.